# Hypsiboas exastis
Hypsiboas exastis es una especie de anfibios de la familia Hylidae. Es endémica de Brasil.
Sus hábitats naturales incluyen bosques tropicales o subtropicales secos y a baja altitud, ríos, marismas intermitentes de agua dulce, plantaciones, jardines rurales y zonas previamente boscosas ahora muy degradadas.